# Clark Templeman
Clark Thomas „Shorty“ Templeman (* 12. August 1919 in Pueblo; † 24. August 1962 in Marion) war ein US-amerikanischer Autorennfahrer.

## Karriere
Templeman bestritt in seiner Karriere 42 Rennen zur AAA-National-Serie bzw. USAC-Meisterschaft. Viermal war er auch bei den 500 Meilen von Indianapolis am Start. Seine beste Platzierung waren zweite Plätze bei den Rennen in DuQuoin und Syracuse 1961. Mit Rang 4 erreichte er 1961 sein bestes Resultat in Indianapolis.
Templeman sicherte sich fünf Washington-State-Midget-Titel, dreimal triumphierte er in Oregon. Als erster Fahrer der Midget-Serie wurde er 1958 zum dritten Mal hintereinander Gesamtsieger der USAC-National-Midget-Serie.
Da die 500 Meilen von Indianapolis von 1950 bis 1960 zur Weltmeisterschaft der Formel 1 gehörten, stehen bei Templeman auch drei Rennen in der Statistik. Punkte konnte er nicht erzielen.
Templeman starb 1962 an den schweren Verletzungen, die er sich bei einem Unfall beim Midget-Rennen in Marion zugezogen hatte.